# براندي براندت
براندي براندت (بالإنجليزية: Brandi Brandt)‏ هي عارضة وممثلة أمريكية، ولدت في 2 نوفمبر 1968 في الولايات المتحدة.

## وصلات خارجية
- براندي براندت على موقع IMDb (الإنجليزية)
- براندي براندت على موقع أول موفي (الإنجليزية)